# Камора (футболист)
Камора (порт. Camora; 21 сентября 1986) — португальский и румынский футболист, капитан клуба «ЧФР Клуж» и игрок сборной Румынии.

## Биография

### Карьера в Португалии
Начинал игровую карьеру в любительском клубе «Самора-Коррейя». На профессиональном уровне дебютировал в 2005 году, будучи игроком клуба третьей лиги «Валдевеш», за который сыграл 10 матчей и забил 2 гола. По ходу сезона он перебрался в клуб второй лиги «Бейра-Мар», в составе которого в оставшейся части сезона провёл только один матч, но вместе с командой стал победителем лиги. В первой части следующего сезона Камора дважды появился на поле в матчах высшей лиги, но затем был отдан в аренду в клуб третьей лиги «Пампильоза». Вернувшись из аренды, продолжил выступать за «Бейра-Мар», вернувшийся к тому моменту в Сегунду, сыграл за него 20 матчей и забил 1 гол. Летом 2008 года подписал контракт с клубом высшей лиги «Навал», где выступал на протяжении трёх сезонов.

### «ЧФР Клуж»
В 2011 году Камора стал игроком румынского клуба «ЧФР Клуж». В первый же сезон в новом клубе он стал чемпионом Румынии, однако затем клуб на протяжении нескольких лет занимал низкие места в чемпионате, но при этом завоевал Кубок Румынии в сезоне 2015/16. Сам Камора, являвшийся всё это время основным игроком команды, начиная с сезона 2015/16 стал капитаном клуба. В сезоне 2017/18 ЧФР вернул себе чемпионский титул, а затем повторил достижение в двух последующих сезонах.

### Сборная Румынии
2 сентября 2020 года Камора получил румынское гражданство. В октябре того же года он впервые был вызван в сборную Румынии, за которую дебютировал 8 октября в матче плей-офф отборочного турнира чемпионата Европы 2020 против сборной Исландии. Дебют игрока сложился неудачно, Румыния проиграла матч со счётом 1:2 и завершила борьбу за выход на Евро, а виновником двух пропущенных мячей называли Камору. Сыграв за сборную в возрасте 34 лет и 17 дней, Камора стал самым возрастным дебютантом в истории сборной Румынии, а также первым за почти 100 лет натурализованным футболистом, но не первым вообще, поскольку в 1920-е годы за сборную Румынии выступали несколько иностранных игроков.

## Личная жизнь
Женат на девушке из Трансильвании, с которой у него есть сын Эрико.

## Достижения
«Бейра-Мар»
- Победитель Сегунды: 2005/06

«ЧФР Клуж»
- Чемпион Румынии (6): 2011/12, 2017/18, 2018/19, 2019/20, 2020/21, 2021/22
- Обладатель Кубка Румынии: 2015/16
- Обладатель Суперкубка Румынии (2): 2018, 2020